# Chęciny (gemeente)
De gemeente Chęciny is een stad- en landgemeente in het Poolse woiwodschap Święty Krzyż, in powiat Kielecki.
De zetel van de gemeente is in Chęciny.
Op 30 juni 2004 telde de gemeente 14 676 inwoners.

## Oppervlakte gegevens
In 2002 bedroeg de totale oppervlakte van gemeente Chęciny 127,57 km², waarvan:
- agrarisch gebied: 66%
- bossen: 22%

De gemeente beslaat 5,68% van de totale oppervlakte van de powiat.

## Demografie
Stand op 30 juni 2004:
| Omschrijving                   | Totaal | Totaal | Vrouwen | Vrouwen | Mannen | Mannen |
| ------------------------------ | ------ | ------ | ------- | ------- | ------ | ------ |
| eenheid                        | aantal | %      | aantal  | %       | aantal | %      |
| inwoners                       | 14 676 | 100    | 7454    | 50,8    | 7222   | 49,2   |
| bevolkingsdichtheid (inw./km²) | 115    | 115    | 58,4    | 58,4    | 56,6   | 56,6   |

In 2002 bedroeg het gemiddelde inkomen per inwoner 1117,24 zł.

## Aangrenzende gemeenten
Małogoszcz, Morawica, Piekoszów, Sitkówka-Nowiny, Sobków